# Diotimana undulata
Diotimana undulata là một loài bọ cánh cứng trong họ Cerambycidae.